# Regimul de vize pentru cetățenii români
În mai 2024, cetățenii români care călătoresc în străinătate, pot vizita 179 de țări și teritorii, pașaportul român clasându-se pe locul 13 în ceea ce privește libertatea de călătorie (la egalitate cu pașapoartele cetățenilor din Bulgaria și Croația), conform Henley Passport Index.
Cetățenii români pot călători fără pașaport, doar cu cartea de identitate în 54 de țări sau teritorii aflate în mare majoritate în Europa.

Regimul de vize pentru cetățenii români după țară

Regimul de vize pentru cetățenii români: 
     Libertate de mișcare (condiționată) sau fără controale
     Acces fără viză sau cu o autorizație electronică de călătorie
     Viză la sosire
     Viză electronică (eVisa)
     Viză disponibilă la sosire, dar și în format electronic
     Viză necesară

## Europa
| Țară | Acces fără viză cu pașaport românesc | Timp de ședere                                                                          | Observații |
| --- | ------------------------------------ | --------------------------------------------------------------------------------------- | --- |
| Uniunea Europeană - Austria - Belgia - Bulgaria - Cehia - Cipru - Croatia - Danemarca - Estonia - Finlanda - Germania - Grecia - Franța - Irlanda - Italia - Letonia - Lituania - Luxemburg - Malta - Polonia - Portugalia - Slovacia - Slovenia - Spania - Suedia - Țările de Jos - Ungaria | Da                                   | - Libertate de mișcare (condiționată) - Călătorie posibilă doar cu Cartea de identitate | - Libertate de mișcare (condiționată) - Călătorie posibilă doar cu Cartea de identitate |
| Albania | Da                                   | 90 zile                                                                                 | - Călătorie posibilă doar cu Cartea de identitate |
| Andorra | Da                                   | 90 zile                                                                                 | - Călătorie posibilă doar cu Cartea de identitate |
| Armenia | Da                                   | 180 zile                                                                                | |
| Azerbaidjan | Viză electronică                     | 30 zile                                                                                 | - Viza electronică se poate obține online. |
| Belarus | Da                                   | 90 zile                                                                                 | - Până pe 31 decembrie 2025 se poate folosi orice punct de frontieră atât aerian cât și terestru(în afară de granița cu Rusia). - După această dată scutirea de viză este valabilă doar dacă se aterizează pe aeroportul din Minsk |
| Bosnia și Herțegovina | Da                                   | 90 zile                                                                                 | - Călătorie posibilă doar cu Cartea de identitate |
| Georgia | Da                                   | 1 an                                                                                    | - Călătorie posibilă doar cu Cartea de identitate |
| Islanda | Da                                   | - Libertate de mișcare (condiționată) - Călătorie posibilă doar cu Cartea de identitate | - Libertate de mișcare (condiționată) - Călătorie posibilă doar cu Cartea de identitate |
| Liechtenstein | Da                                   | - Libertate de mișcare (condiționată) - Călătorie posibilă doar cu Cartea de identitate | - Libertate de mișcare (condiționată) - Călătorie posibilă doar cu Cartea de identitate |
| Macedonia de Nord | Da                                   | 90 zile                                                                                 | - Călătorie posibilă doar cu Cartea de identitate |
| Moldova | Da                                   | 90 zile                                                                                 | - Călătorie posibilă doar cu Cartea de identitate |
| Monaco | Da                                   | 90 zile                                                                                 | - Călătorie posibilă doar cu Cartea de identitate |
| Muntenegru | Da                                   | 90 zile                                                                                 | - Călătorie posibilă doar cu Cartea de identitate |
| Norvegia | Da                                   | - Libertate de mișcare (condiționată) - Călătorie posibilă doar cu Cartea de identitate | - Libertate de mișcare (condiționată) - Călătorie posibilă doar cu Cartea de identitate |
| Regatul Unit | Autorizație electronică de călătorie | 6 luni                                                                                  | - O autorizație electronică de călătorie este necesară. |
| Rusia | Viză electronică                     | 16 zile                                                                                 | - Viza electronică este valabilă doar la 29 puncte de frontieră - Viza electronică se poate obține online. |
| San Marino | Da                                   | 90 zile                                                                                 | - Călătorie posibilă doar cu Cartea de identitate |
| Serbia | Da                                   | 90 zile                                                                                 | - Călătorie posibilă doar cu Cartea de identitate |
| Elveția | Da                                   | - Libertate de mișcare (condiționată) - Călătorie posibilă doar cu Cartea de identitate | - Libertate de mișcare (condiționată) - Călătorie posibilă doar cu Cartea de identitate |
| Turcia | Da                                   | 90 zile                                                                                 | - Călătorie posibilă doar cu Cartea de identitate |
| Ucraina | Da                                   | 90 zile                                                                                 | |
| Vatican | Da                                   | 90 zile                                                                                 | - Călătorie posibilă doar cu Cartea de identitate |

## Africa
| Țară                        | Acces fără viză cu pașaport românesc        | Timp de ședere  | Observații |
| --------------------------- | ------------------------------------------- | --------------- | --- |
| Africa de Sud               | Viză electronică                            |                 | - Viza electronică se poate obține online. - Este disponibilă doar dacă se aterizează pe aeroportul din Johannesburg. - Cererea trebuie completată cu atenție deoarece rata de refuz este destul de mare. Poate dura char mai mult de 1 lună să fie aprobată. Se recomandă aplicarea pentru viză la ambasada din Budapesta. |
| Algeria                     | Viza necesară                               |                 | |
| Angola                      | Da                                          | 30 de zile      | - 30 de zile pe călătorie, dar nu mai mult de 90 de zile într-un an calendaristic. - Dovada rezervării unui hotel și bilete dus întors necesare |
| Benin                       | Viză electronică                            | 90 zile         | - Trebuie sa aveți un certificat international de vaccinare. |
| Botswana                    | Da                                          | 90 zile         | |
| Burkina Faso                | Viză electronică                            | 90 zile         | - Viza electronică se poate obține online. |
| Burundi                     | Viză disponibilă la sosire/Viză electronică | 1 lună          | - Viza se poate obține la sosirea pe Aeroportul Internațional Bujumbura și la toate granițele terestre. - Viza poate fi obținută și online. |
| Camerun                     | Viză electronică                            |                 | - Viza poate fi obținută online. |
| Capul Verde                 | EASE                                        | 30 zile         | - O autorizație electronică de călătorie este necesară. |
| Republica Centrafricană     | Viză necesară                               |                 | |
| Ciad                        | Viză electronică                            | 90 zile         | - Viza poate fi obținută online. |
| Coasta de Fildeș            | Viză electronică                            | 90 zile         | - Purtătorii de viză electronică trebuie să aterizeze pe aeropotul Port Bouet din Abidjan. |
| Comore                      | Viză disponibilă la sosire                  | 45 zile         | |
| Republica Congo             | Viză necesară                               |                 | |
| Republica Democratică Congo | Viză electronică                            | 7 zile          | - Viza electronică se poate obține online. |
| Djibouti                    | Viză electronică                            | 90 zile         | - Viza electronică se poate obține online. |
| Egipt                       | Viză disponibilă la sosire/Viză electronică | 30 zile         | - Viza poate fi opținută și online. |
| Eritreea                    | Viză necesară                               |                 | |
| Eswatini                    | Da                                          | 30 zile         | |
| Etiopia                     | Viză disponibilă la sosire/Viză electronică | 90 zile         | - Viza la sosire și cea electronică sunt disponibile numai la aeropotul din Addis Abeba. |
| Gabon                       | Viză electronică                            | 90 zile         | - Purtătorii de viză electronică trebuie să aterizeze la aeropotul din Libreville. |
| Gambia                      | Da                                          | 90 zile         | |
| Ghana                       | Viză necesară                               |                 | |
| Guineea                     | Viză electronică                            | 90 zile         | - Viza electronică se poate obține online. |
| Guineea-Bissau              | Viză disponibilă la sosire                  | 30 zile         | - Regim de vize incert, însă așa mentioneză și alte surse. |
| Guineea Ecuatorială         | Viză electronică                            | 90 zile         | - Viza electronică se poate obține online. |
| Kenya                       | Autorizație electronică de călătorie        | 3 luni          | - Cererile pot fi depuse cu până la 90 de zile înainte de călătorie și trebuie depuse cu cel puțin 3 zile înainte. - Taxa eTA este de 34,09 USD. - Este necesară dovada rezervării la hotelul în care intenționați să stați.                                                                                                |
| Lesotho                     | Da                                          | 14 zile         | |
| Liberia                     | Viză electronică                            | 90 zile         | - Viza electronică se poate obține online. |
| Libia                       | Viză electronică                            |                 | - Viza electronică se poate obține online. |
| Madagascar                  | Viză disponibilă la sosire/Viză electronică | 60 zile         | - Există și posibilitatatea obținerii unei vize electronice. |
| Malawi                      | Viză disponibilă la sosire/Viză electronică | 30 zile         | - Viza se poate obține și online. |
| Mali                        | Viză necesară                               |                 | |
| Maroc                       | Da                                          | 90 zile         | |
| Mauritania                  | Viză electronică                            | 30 zile         | - Din 5 Ianuarie 2025 este necerasă o viză electronică înainte de călătorie. |
| Mauritius                   | Da                                          | 90 zile         | |
| Mozambic                    | Viză disponibilă la sosire/Viză electronică | 30 zile         | - Există și o viză electronică. |
| Namibia                     | Viză disponibilă la sosire/Viză electronică | 30 zile         | - Disponibilă Aeroportul Hosea Kutako International din Windhoek și la alte câteva puncte de frontieră. - Există și posibiltatea de a obține viza în format electronic. |
| Niger                       | Viză necesară                               |                 | |
| Nigeria                     | Viză electronică                            | 90 zile         | - Viza electronică se poate obține online. |
| Rwanda                      | Da                                          | 30 zile         | |
| São Tomé și Príncipe        | Da                                          | 15 zile         | |
| Senegal                     | Da                                          | 90 zile         | |
| Seychelles                  | Da                                          | 90 zile         | |
| Sierra Leone                | Viză disponibilă la sosire/Viză electronică | 30 zile         | - Există și o viză electronică. |
| Somalia                     | Viză disponibilă la sosire                  | 30 zile         | - 30 zile, disponibilă la aeroporturile Bosaso, Galcaio Airport și Mogadishu. |
| Sudan                       | Viză necesară                               |                 | |
| Sudanul de Sud              | Viză electronică                            | 6 luni          | - Viza electronică se poate obține online. |
| Tanzania                    | Da                                          | 3 luni          | |
| Togo                        | Viză electronică                            | 15 zile         | - Viza electronică se poate obține online. |
| Tunisia                     | Da                                          | 90 zile         | |
| Uganda                      | Viză electronică                            | până la 24 luni | - Viza electronică se poate obține online. |
| Zambia                      | Da                                          | 90 zile         | |
| Zimbabwe                    | Viză disponibilă la sosire/Viză electronică | 30 zile         | - Există și posibilitatea de a obține o viză electronică, online. |

## America
| Țară                          | Acces fără viză cu pașaport românesc        | Timp de ședere | Observații |
| ----------------------------- | ------------------------------------------- | -------------- | --- |
| Antigua și Barbuda            | Da                                          | 180 zile       | |
| Argentina                     | Da                                          | 90 zile        | |
| Bahamas                       | Da                                          | 3 luni         | |
| Barbados                      | Da                                          | 3 luni         | |
| Belize                        | Da                                          | 30 zile        | - Este necesară dovada unui bilet de întoarcere spre România, dacă se trece terestru. |
| Bolivia                       | Viză disponibilă la sosire/Viză electronică | 30 zile        | - Viza la sosire este disponibilă doar la anumite puncte de frontieră. |
| Brazilia                      | Da                                          | 90 zile        | |
| Canada                        | eTa/Da                                      | 6 luni         | - Este necesar un pașaport electronic pentru călătoriile fără viză. - Este necesară o autorizație electronică de călătorie(eTA) dacă se călătorește pe cale aeriană - Dacă se intră pe cale terestră(din SUA) autorizația nu este necesară |
| Chile                         | Da                                          | 90 zile        | |
| Columbia                      | Da                                          | 90 zile        | |
| Costa Rica                    | Da                                          | 90 zile        | |
| Cuba                          | Viză electronică                            | 90 zile        | - Începând din luna septembrie 2024, autoritățile cubaneze au implementat un sistem online de emitere a vizei turistice, care se eliberează cu o singură intrare și are o valabilitate de 90 de zile. |
| Dominica                      | Da                                          | 180 zile       | |
| Republica Dominicană          | Da                                          | 30 zile        | - Poate fi există până la 120 de zile în urma unei taxe |
| Ecuador                       | Da                                          | 90 zile        | |
| El Salvador                   | Da                                          | 90 zile        | |
| Grenada                       | Da                                          | 90 zile        | |
| Guatemala                     | Da                                          | 90 zile        | |
| Guyana                        | Viză electronică                            |                | - Viza electronică se pote obține online. Trebuie contactată ambasada Guyanei din Belgia înainte. |
| Haiti                         | Da                                          | 90 zile        | |
| Honduras                      | Da                                          | 90 zile        | |
| Jamaica                       | Viză disponibilă la sosire                  | 30 zile        | - La prețul de 100$ |
| Mexic                         | Da                                          | 180 zile       | |
| Nicaragua                     | Da                                          | 90 zile        | |
| Panama                        | Da                                          | 90 zile        | |
| Paraguay                      | Da                                          | 90 zile        | |
| Peru                          | Da                                          | 90 zile        | |
| Sfântul Kitts și Nevis        | ETA                                         | 90 zile        | - O autorizație electronică de călătorie este necesară. |
| Sfântul Vicențiu și Grenadine | Da                                          | 90 zile        | |
| Sfânta Lucia                  | Da                                          | 90 zile        | |
| Statele Unite ale Americii    | Viză necesară                               | 90 zile        | - Începând cu o data anunțată ulterior. - Autorizația de călătorie se obține online, și este necesară pentru intrare pe cale terestră, aeriană și navală inclusiv croaziere. - Este valabilă 2 ani de la data obținerii - Nu se poate obține de cetățenii care au calătorit în Iraq, Coreea de Nord, Siria, Iran, Sudan, Libia, Somalia și Yemen pe sau după 1 Martie 2011 sau de cei care au călătorit în Cuba pe sau după 12 Ianuarie 2021. Nu se poate obține de persoanele care dețin dublă cetățenie a acestor țari. Aceștia trebuie să obțină o viză de la ambasadă. |
| Surinam                       | Da                                          | 90 zile        | - Vizele au fost scoase în mai 2023 - Se percepe o taxă de 25 EURO sau 20 USD |
| Trinidad-Tobago               | Da                                          | 90 zile        | |
| Uruguay                       | Da                                          | 90 zile        | |
| Venezuela                     | Da                                          | 90 zile        | |

## Asia
| Țară                  | Acces fără viză cu pașaport românesc        | Timp de ședere | Observații |
| --------------------- | ------------------------------------------- | -------------- | --- |
| Afganistan            | Viză necesară                               |                | - Viza poate fi obținută de la Ambasada Afganistanului din Polonia |
| Arabia Saudită        | Viză disponibilă la sosire/Viză electronică | 80 zile        | - Viza electronică se poate obține online. |
| Bahrain               | Viză disponibilă la sosire/Viză electronică | 14 zile        | - Viza electronică se poate obține online. - Prelungibilă pentru încă 2 săptămâni. |
| Bangladesh            | Viză disponibilă la sosire                  | 30 zile        | |
| Bhutan                | Viză electronică                            |                | - Viza electronică se poate obține online. |
| Brunei                | Da                                          | 90 zile        | |
| Cambodia              | Viză disponibilă la sosire/Viză electronică | 30 zile        | - Viza se poate obține atât la sosire cât și online |
| China                 | Da                                          | 30 zile        | - Începând cu 30 noiembrie 2024 și până la data de 31 decembrie 2025 |
| Coreea de Nord        | Viză necesară                               |                | |
| Coreea de Sud         | Da                                          | 90 zile        | - Cetățenii români sunt exceptați de la obținerea autorizației electronice de călătorie până la finalul lui 2025 |
| Emiratele Arabe Unite | Da                                          | 90 zile        | |
| Filipine              | Da                                          | 30 zile        | |
| India                 | Viză electronică                            | 30 zile        | - Deținătorii de vize electronice trebuie să sosească prin 26 de aeroporturi desemnate sau 3 porturi maritime desemnate. - O viză de turist electronică poate fi obținută doar de două ori într-un an calendaristic. - Viza electronică se poate obține online. |
| Indonezia             | Viză disponibilă la sosire/Viză electronică | 30 zile        | - Viza electronică se poate obține online. |
| Iordania              | Viză disponibilă la sosire/Viză electronică |                | - Viza poate fi obținută la sosire, va costa un total de 40 JOD, care poate fi obținută la majoritatea punctelor de frontieră. - Viza electronică se poate obține online.                                                                                       |
| Irak                  | Viză electronică                            | 60 zile        | - Viza electronică se poate obține online. - Pentru Irakul Kurdistan, aeroportul din Erbil, se poate obține o viză atât la sosire, dar și online. |
| Iran                  | Viză electronică                            | 30 zile        | - Viza electronică se poate obține online. |
| Israel                | ETA-IL                                      | 90 zile        | - De la 1 ianuarie 2025 o autorizație electronică este necesară. |
| Japonia               | Da                                          | 90 zile        | |
| Kazahstan             | Da                                          | 30 zile        | |
| Kârgâzstan            | Da                                          | 60 zile        | |
| Kuwait                | Viză disponibilă la sosire/Viză electronică | 90 zile        | - Viza electronică se poate obține online. |
| Liban                 | Viză disponibilă la sosire                  | 30 zile        | - Se acordă gratuit la Aeroportul Internațional Beirut sau în orice alt port de intrare dacă nu există viză israeliană |
| Laos                  | Viză disponibilă la sosire/Viză electronică | 30 zile        | - Viza electronică se poate obține online. |
| Malaysia              | Da                                          | 90 zile        | - Începând cu data de 1 ianuarie 2024, în vederea intrării în Malaysia, este obligatoriu ca cetățenii străini să completeze Malaysia Digital Arrival Card (MDAC)                                                                                                |
| Maldive               | Viză disponibilă la sosire                  | 30 zile        | - Viza la sosire este gratuită |
| Mongolia              | Da                                          | 30 zile        | |
| Myanmar               | Viză electronică                            | 28 zile        | - Viza electronică se poate obține online. |
| Nepal                 | Viză disponibilă la sosire/Viză electronică | 90 zile        | - Alte informații se pot obține online. |
| Pakistan              | Viză electronică                            | 90 zile        | - Viza electronică se poate obține online și din 2024 este gratuită. Trebuie aleasă obțiunea Visa prior to arrival. |
| Singapore             | Da                                          | 90 zile        | |
| Sri Lanka             | Viză disponibilă la sosire/Viză electronică | 30/60 zile     | - Viza electronică se poate obține online. |
| Oman                  | Da                                          | 14 zile        | - Pentru a beneificia de scutirea de viză un călător trebuie să aibă rezervare confirmată la un hotel,asigurare medicală și un bilet de călătorie dus-întors |
| Qatar                 | Da                                          | 90 zile        | |
| Siria                 | Viză electronică                            | 90 zile        | - Există și o viză electronică ce poate fi obținută online la prețul de 145$ pentru 90 zile. |
| Tadjikistan           | Da                                          | 30 zile        | |
| Thailanda             | Da                                          | 60 zile        | |
| Timorul de Est        | Da                                          | 90 zile        | |
| Turkmenistan          | Viză necesară                               |                | |
| Uzbekistan            | Da                                          | 30 zile        | |
| Vietnam               | Da                                          | 45 zile        | - Scutirea de vize se aplică din 15 august 2025 până în 14 august 2028 |
| Yemen                 | Viză necesară                               |                | |

## Oceania
| Țară                             | Acces fără viză cu pașaport românesc | Timp de ședere | Observații |
| -------------------------------- | ------------------------------------ | -------------- | --- |
| Australia                        | eVisitor                             | 90 zile        | - România are de departe cea mai mare rată de refuz din programul eVisitor. Chiar și în 2024, aproximativ 35% dintre cereri sunt respinse. Se recomandă dovada angajării și resurse financiare de cel puțin 5.000 AUD într-un cont personal, deoarece majoritatea aplicațiilor sunt revizuite manual. În caz de respingere, vizitatorii pot aplica din nou. Nu există niciun cost implicat în aplicarea pentru viza eVisitor. Se recomandă să aplice cel puțin cu 2-3 săptămâni înainte pentru români. - În general, este încă considerată o scutire de viză, deoarece 90% din vizele eVisitor sunt acordate automat în mai puțin de o zi pentru cetățenii altor țări eligibile pentru eVisitor, iar în medie 98.5% din cereri sunt aprobate. - Tranzit fără viză posisibil. |
| Fiji                             | Da                                   | 120 zile       | |
| Insulele Marshall                | Da                                   | 90 zile        | |
| Kiribati                         | Da                                   | 120 zile       | |
| Statele Federate ale Microneziei | Da                                   | 90 zile        | |
| Nauru                            | Viză necesară                        |                | |
| Noua Zeelandă                    | NZeTA                                | 90 zile        | - Autorizația de călătorie se obține online. |
| Palau                            | Da                                   | 90 zile        | |
| Papua Noua Guinee                | Viză electronică                     | 60 zile        | - Viza electronică se poate obține online. |
| Samoa                            | Da                                   | 90 zile        | |
| Insulele Solomon                 | Da                                   | 90 zile        | |
| Tonga                            | Da                                   | 90 zile        | |
| Tuvalu                           | Da                                   | 90 zile        | |
| Vanuatu                          | Da                                   | 90 zile        | |

## Teritorii dependente sau parțial recunoscute
| Țară                       | Acces fără viză cu pașaport românesc | Timp de ședere                                                                          | Observații |
| Europa                     | Europa                               | Europa                                                                                  | Europa |
| -------------------------- | ------------------------------------ | --------------------------------------------------------------------------------------- | --- |
| Ciprul de Nord             | Da                                   | 90 zile                                                                                 | - Călătorie posibilă doar cu Cartea de identitate                                                                                       |
| Insulele Feroe             | Da                                   | 90 zile                                                                                 | - Călătorie posibilă doar cu Cartea de identitate                                                                                       |
| Gibraltar                  | Da                                   | 6 luni                                                                                  | - Călătorie posibilă doar cu Cartea de identitate                                                                                       |
| Guernsey                   | Da                                   | 6 luni                                                                                  | |
| Insula Man                 | Da                                   | 6 luni                                                                                  | |
| Insula Jersey              | Da                                   | 6 luni                                                                                  | |
| Kosovo                     | Da                                   | 90 zile                                                                                 | - Călătorie posibilă doar cu Cartea de identitate                                                                                       |
| Africa                     |                                      |                                                                                         | |
| Insulele Canare            | Da                                   | - Libertate de mișcare (condiționată) - Călătorie posibilă doar cu Cartea de identitate | - Libertate de mișcare (condiționată) - Călătorie posibilă doar cu Cartea de identitate                                                 |
| Ceuta                      | Da                                   | - Libertate de mișcare (condiționată) - Călătorie posibilă doar cu Cartea de identitate | - Libertate de mișcare (condiționată) - Călătorie posibilă doar cu Cartea de identitate                                                 |
| Madeira                    | Da                                   | - Libertate de mișcare (condiționată) - Călătorie posibilă doar cu Cartea de identitate | - Libertate de mișcare (condiționată) - Călătorie posibilă doar cu Cartea de identitate                                                 |
| Melilla                    | Da                                   | - Libertate de mișcare (condiționată) - Călătorie posibilă doar cu Cartea de identitate | - Libertate de mișcare (condiționată) - Călătorie posibilă doar cu Cartea de identitate                                                 |
| Mayotte                    | Da                                   | - Libertate de mișcare (condiționată) - Călătorie posibilă doar cu Cartea de identitate | - Libertate de mișcare (condiționată) - Călătorie posibilă doar cu Cartea de identitate                                                 |
| Réunion                    | Da                                   | - Libertate de mișcare (condiționată) - Călătorie posibilă doar cu Cartea de identitate | - Libertate de mișcare (condiționată) - Călătorie posibilă doar cu Cartea de identitate                                                 |
| Sfânta Elena               | Viză disponibilă la sosire           | 90 zile                                                                                 | - Viză este acordată la sosire și este validă pentr 4/10/21/60/90 zile la prețul de 12/14/16/20/25 lire sterline.                       |
| America                    |                                      |                                                                                         | |
| Aruba                      | Da                                   | 30 zile                                                                                 | - extensibil la 180 zile. |
| Insulele Virgine Britanice | Da                                   | 30 zile                                                                                 | - exită posibilitatea de exindere. |
| Insulele Falkland          | Da                                   | 1 lună                                                                                  | - Un permis de vizitator se eliberează în mod normal ca ștampilă în pașaport la sosire. Perioada de valabilitate maximă este de 1 lună. |
| Guiana Franceză            | Da                                   | - Libertate de mișcare (condiționată) - Călătorie posibilă doar cu Cartea de identitate | - Libertate de mișcare (condiționată) - Călătorie posibilă doar cu Cartea de identitate                                                 |
| Groenlanda                 | Da                                   | 90 zile                                                                                 | |
| Guadelupa                  | Da                                   | - Libertate de mișcare (condiționată) - Călătorie posibilă doar cu Cartea de identitate | - Libertate de mișcare (condiționată) - Călătorie posibilă doar cu Cartea de identitate                                                 |
| Martinique                 | Da                                   | - Libertate de mișcare (condiționată) - Călătorie posibilă doar cu Cartea de identitate | - Libertate de mișcare (condiționată) - Călătorie posibilă doar cu Cartea de identitate                                                 |
| Antilele Olandeze          | Da                                   | 3 luni                                                                                  | |
| Saint Barthelemy           | Da                                   | - Libertate de mișcare (condiționată) - Călătorie posibilă doar cu Cartea de identitate | - Libertate de mișcare (condiționată) - Călătorie posibilă doar cu Cartea de identitate                                                 |
| Saint Martin               | Da                                   | - Libertate de mișcare (condiționată) - Călătorie posibilă doar cu Cartea de identitate | - Libertate de mișcare (condiționată) - Călătorie posibilă doar cu Cartea de identitate                                                 |
| Saint Pierre și Miquelon   | Da                                   |                                                                                         | - Călătorie posibilă doar cu Cartea de identitate                                                                                       |
| Insulele Turks și Caicos   | Da                                   | 90 zile                                                                                 | |
| Asia                       |                                      |                                                                                         | |
| Taiwan                     | Da                                   | 90 zile                                                                                 | |
| Hong Kong                  | Da                                   | 90 zile                                                                                 | |
| Macao                      | Da                                   | 90 zile                                                                                 | |
| Teritoriile Palestiniene   | Da                                   |                                                                                         | - Sosirea pe mare în Fâșia Gaza nu este permisă                                                                                         |
| Oceania                    |                                      |                                                                                         | |
| Insulele Cook              | Da                                   | 31 zile                                                                                 | |
| Polinezia franceză         | Da                                   |                                                                                         | - Călătorie posibilă doar cu Cartea de identitate                                                                                       |
| Noua Caledonie             | Da                                   |                                                                                         | - Călătorie posibilă doar cu Cartea de identitate                                                                                       |
| Niue                       | Da                                   | 30 zile                                                                                 | |
| Wallis și Futuna           | Da                                   |                                                                                         | - Călătorie posibilă doar cu Cartea de identitate                                                                                       |